# Паттон-Фантон-де-Веррайон, Пётр Иванович
Пётр Иванович Патон (с 21 марта 1901 года — Паттон-Фантон-де-Веррайон; 24 апреля (6 мая) 1866 — 7 сентября 1941, Франция) — русский контр-адмирал, участник Цусимского сражения. Двоюродный брат академика АН УССР Евгения Оскаровича Патона.

## Биография
Родился 24 апреля (6 мая) 1866 года в Витебске в семье действительного статского советника Ивана Петровича Патона и Софии Михайловны Фантон-де-Веррайон, дочери генерал-лейтенанта Генерального штаба Российской империи, бессарабского губернатора Михаила Львовича Фантон-де-Веррайона. Крещен 3 июня 1866 года в Витебской Рыночно-Воскресенской церкви. Крестные родители: председатель Витебской уголовной палаты Петр Иванович Немченко и жена генерал-лейтенанта Михаила Львовича Фантон-де-Веррайона Анастасия Григорьевна.
- 1883 — Поступил на действительную службу.
- 29 сентября 1886 — Мичман.
- 1889—1890 — Служил на броненосном фрегате «Минин».
- 1893 — Лейтенант.
- 1896 — Служил на эскадренном броненосце «Наварин».
- 1896—1898 — Служил на мореходной канонерской лодке «Кореец».
- Служил на крейсере 2-го ранга «Забияка».
- 1898—1899 — Служил на крейсере 1-го ранга «Адмирал Корнилов».
- 1 марта 1904 — Капитан 2-го ранга. Старший офицер крейсера «Изумруд». Участвовал в Цусимском походе и сражении. Совершил полуторамесячный пеший переход в составе команды крейсера из бухты Святого Владимира до Владивостока.
- 1906—1909 — Командир мореходной канонерской лодки «Гиляк».
- 1908 — Окончил курс военно-морских наук при Николаевской морской академии.
- 1908 — Принимал участие в спасении жертв землетрясения в Мессине и Калабрии.
- 1909—1911 — Начальник 8-го дивизиона миноносцев Балтийского флота.
- Переведен в Черноморский флотский экипаж.
- 1910 — Капитан 1-го ранга.
- 1 ноября 1912—1916 — Командир линкора «Синоп».
- 13 января 1914 — Помощник начальника учебного отряда Черноморского флота.
- 6 декабря 1915 — Контр-адмирал.
- Начальник отряда судов обороны Северо-Западной части Чёрного моря.
- 13 апреля 1917 — Отчислен в резерв Черноморского флота.
- Временный председатель Русско-Дунайского пароходства.

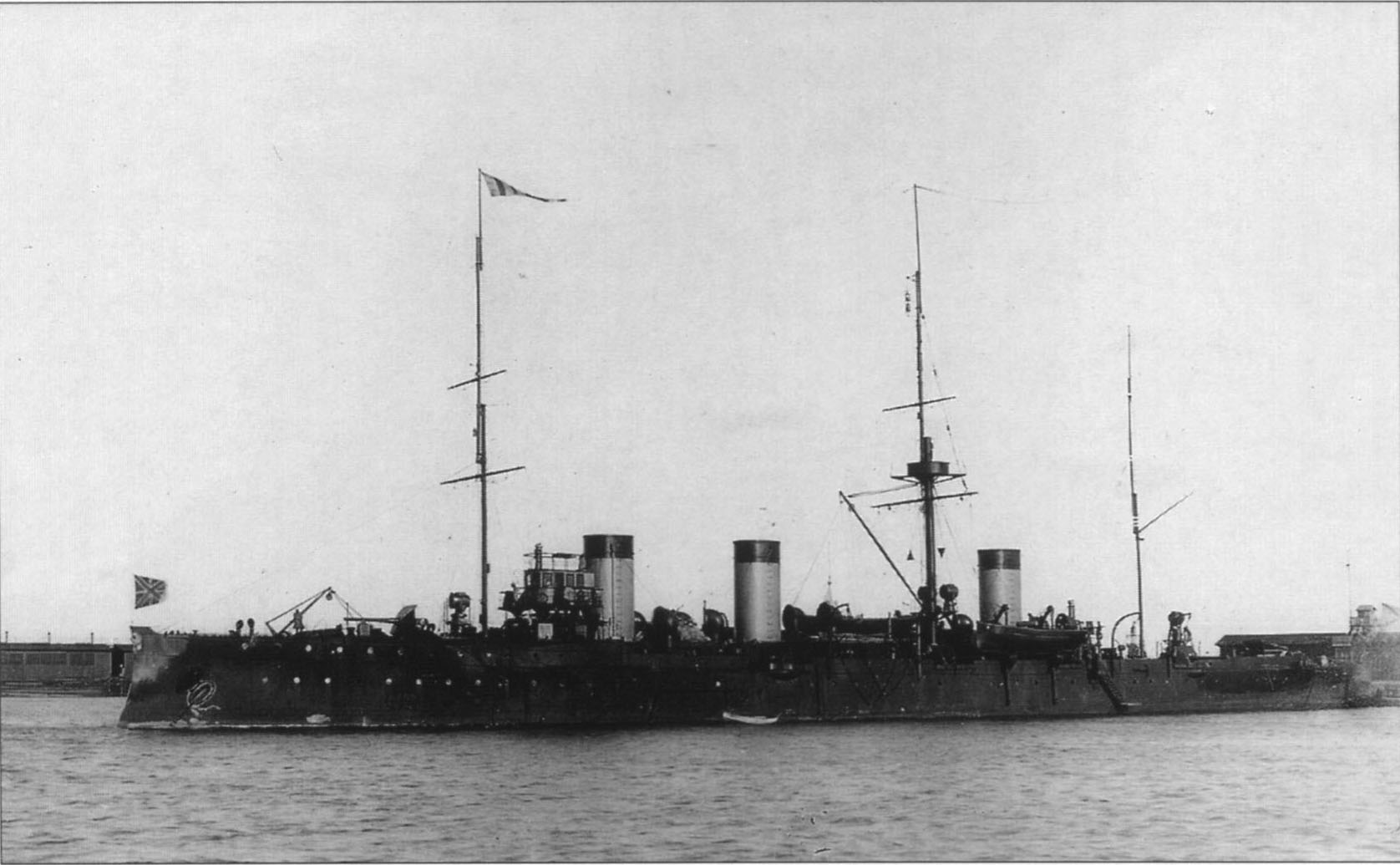
Крейсер «Изумруд»

- Заведующий морской коммерческой базой в Константинополе.
- 1920-е — Жил в Берлине.

## Отличия
- Орден Святой Анны III степени (1893)
- Серебряная медаль в память Царствования Императора Александра Третьего (1896)
- Орден Святого Станислава III степени (1903)
- Награждён золотой саблей с надписью «За храбрость» (2.1.1906)
- Серебряная медаль в память русско- японской войны 1904—1905 годов (1906)
- Орден Святой Анны II степени (6.12.1908)
- Тунисский орден Ништ-Ифтикар командорского креста (1909)
- Греческий орден Спасителя командорского креста (1909)
- Орден Святого Владимира IV степени (1910) за 25 ежегодных кампаний, проведенных в офицерских чинах.
- Итальянский орден Короны командорского креста (1910).
- Золотой знак в память окончания полного курса наук Морского корпуса (1910)
- Серебряная медаль в память бедствия, постигшего Мессину и Калабрию (1911)
- Серебряная медаль за оказание помощи пострадавшим во время бедствия в Мессине и Калабрии (1911)
- Светло-бронзовая медаль в память 100-летия Отечественной войны 1812 года (1912)
- Светло-бронзовая медаль в память 300-летия Царствования дома Романовых (1913)
- Орден Святого Владимира III степени (6.12.1913)
- Мечи к ордену Святого Владимира III степени (25.5.1915)
- Светло-бронзовая медаль в память 200-летия Гангутской победы (1915)